# Lost Verizon
"Lost Verizon" är det andra avsnittet från den tjugonde säsongen av den amerikanska tv-serien Simpsons. Avsnittet var egentligen skrivet till den nittonde säsongen men blev istället uppskjutet till den tjugonde.
Under bordsläsningen var en roll för Matt Damon inkluderad, men den utgick. Avsnittet är tillägnat Paul Newman, som medverkade i The Blunder Years och dog nio dagar före sändningen. Avsnittet sågs av 7,43 miljoner på premiärdagen.
Avsnittets titel kommer från Lost Horizon och Verizon Communications.[källa behövs]

## Handling
Milhouse upptäcker att Skinner fått bensinstopp och kontaktar med sin mobiltelefon de andra ungarna. Hos familjen Simpsons umgås Bart med Lisa som har teparty. Då Bart förstår vad han missar då han saknar mobiltelefon frågar han Marge om han skulle kunna få en, men hon förklarar att familjen inte har råd.
Förbannad över att han inte får en mobiltelefon upptäcker han att man får en dollar för varje golfboll på "Springfield Glen Country Club" och han börjar samla ihop golfbollar för att ha råd med en mobiltelefon. Vaktmästare Willie upptäcker att Bart snott hans jobb och han tvingar honom att sluta. På golfklubben kastar Denis Leary sin mobiltelefon i frustration och Bart fångar den. Då han upptäcker att mobilen tillhör Denis Leary låtsas Bart att han är Leary och utsätter honom för skämt. Marge upptäcker senare att Bart har fått tag i Denis Learys mobiltelefon och hon talar med Denis Leary. Leary låter Bart behålla telefonen mot att Marge aktiverar dess GPS.
Ovetande om GPS:en börjar Bart undra hur Homer och Marge hela tiden lyckas avbryta hans bus. Lisa upptäcker att Homer och Marge spionerar på Bart och förklarar det för honom.
Bart sätter då GPS-sändaren på en fågel och Homer, Marge och Lisa börjar jaga Bart men hittar inte honom eftersom de följer en fågel. Då Lisa förstår att de jagar en rödtanger som hör hemma i Machu Picchu låter hon jakten fortsätta eftersom hon alltid velat åka dit. I villan lever Bart livet på dagarna men är rädd på natten. När de kommer fram till Machu Picchu hittar de fortfarande inte Bart och Marge somnar och drömmer om övervakande. När hon vaknar förstår hon vad Bart gjort och familjen återvänder hem. När de kommer hem efter två veckor visar först Bart ingen ånger men sen ber han Marge att aldrig lämna honom igen. De upptäcker sen att de glömt Maggie i Machu Picchu där invånarna avgudar henne.